# Everett-Massaker
Koordinaten: 47° 58′ 46″ N, 122° 13′ 13″ W

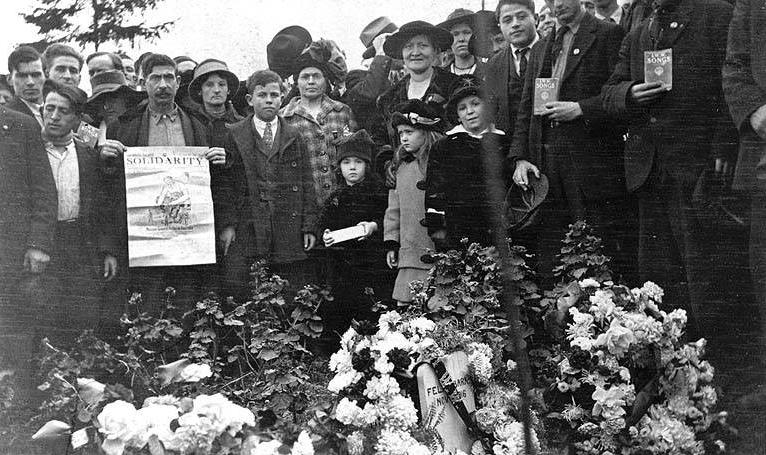
Beerdigung eines ermordeten Gewerkschafters

Das Everett-Massaker, auch als Blutsonntag bezeichnet, war ein bewaffneter Konflikt zwischen Aktivisten der Industrial Workers of the World (IWW) und der Polizei des Snohomish Countys sowie Geschäftsleuten. Dabei kamen in Everett, Washington, am Sonntag, den 5. November 1916 mindestens sieben Menschen ums Leben. Die IWW bezeichnet den Konflikt bis heute als das schwerste Verbrechen, welches je gegen die Gewerkschaft verübt wurde.

## Hintergrund
Anfang der 1910er Jahre hatte die Region um Everett unter einer Wirtschaftskrise gelitten. Die Gewerkschaften hatten daher in dieser Zeit auf höhere Lohnforderungen verzichtet, unter der Bedingung, dass die Löhne erhöht werden, wenn die Bedingungen sich besserten. Als sich die wirtschaftliche Lage besserte kam es jedoch zu keinen Lohnerhöhungen, weshalb die Arbeiter in den Schindelfabriken in den Ausstand traten.
Daraufhin gab es Konflikte zwischen Unternehmern, Arbeitern und Gewerkschaften. Gewerkschafter hatten mehrere Reden und Demonstrationen in der Stadt organisiert, um den fünfmonatigen Streik zu unterstützen. Die IWW Gewerkschaft wollte mit ihrer Unterstützung auch für das Konzept einer zentralen Gewerkschaft, einer „One big union“ werben, sie wurde von Sicherheitskräften vor Ort besonders unterdrückt. So verschleppten Polizisten und Bürgerwehr Mitglieder einige Aktivisten an einen entlegenen Ort und zwangen sie zum Spießrutenlaufen, wobei mehrere Beteiligte schwer verletzt wurden. Daraufhin beschloss die Gewerkschaftsgruppe in Seattle, mit mehreren hundert Aktivisten nach Everett zu fahren, um die Streikenden mit einer Kundgebung zu unterstützen.

## Ankunft in Everett
Am 5. November trafen sich in etwa 300 Gewerkschaftsmitglieder in der Versammlungshalle der IWW in Seattle und zogen gemeinsam zum Hafen, wo die Gewerkschaft zwei Dampfschiffe, Verona und Callista gemietet hatte. Die Verona erreichte Everett vor der Castilla, während der Hafeneinfahrt sangen die Aktivisten das Arbeiterkampflied Hold the Ford. Lokale Geschäftsleute, die von der Aktion bereits erfahren hatten, platzierten im Hafen und auf mindestens einem Schleppboot Schlägertrupps. Wie auch bei vorherigen Gewerkschaftsdemonstrationen hatten die Geschäftsleute die Unterstützung der Ordnungskräfte sichergestellt, so war Sheriff Donald McRae anwesend, der dafür berüchtigt war, Gewerkschaftsmitglieder willkürlich zu verhaften oder zusammenzuschlagen.

## Schießerei
Im Hafen trafen sich mehr als 200 Mitglieder einer selbsternannten Bürgerwehr unter der – zumindest scheinbaren – Führung von dem Sheriff des Snohomish Countys, Donald McRae, um die angeblichen Anarchisten zu vertreiben. Als die Verona anlegte, trat McRae vor und rief: „Boys, who's your leader?“ („Jungs, wer ist euer Anführer?“). Die Gewerkschaftsmitglieder lachten daraufhin und einige riefen: „We're all Leaders!“ („Wir sind alle Anführer“) und setzten das Anlegen fort. McRae zog seine Pistole, sagte, er sei der Sheriff, setze das Gesetz durch, und sie könnten nicht anlegen. Daraufhin folgte Stille, bis ein Aktivist rief „The Hell we can't!“
Genau dann löste sich ein Schuss, gefolgt von einem zehnminütigen Kugelhagel. Die meisten Schüsse kamen von den Schlägern am Hafen, einige jedoch auch von der Verona, dennoch waren die meisten der Passagiere unbewaffnet. Ob der erste Schuss von Bord des Schiffes oder von den Schlägern kam, konnte nie genau geklärt werden. Die Passagiere der Verona stürmten auf die andere Seite des Schiffs, was dadurch beinahe kenterte. Die Reling brach und einige Passagiere fielen ins Wasser, einige ertranken dabei, wie viele ist unklar. Alleine 175 Kugeln trafen die Kommandobrücke und verfehlten den Kapitän nur knapp.
Als das Schiff sich wieder weit genug aufgerichtet hatte, konnte der Maschinist das Schiff schnell rückwärts fahren lassen, dadurch wurde die Leine gerissen und das Schiff befreit. Nachdem sie den Hafen verlassen hatten, warnte der Kapitän die Castilla und beide Schiffe kehrten nach Seattle zurück.

## Opfer

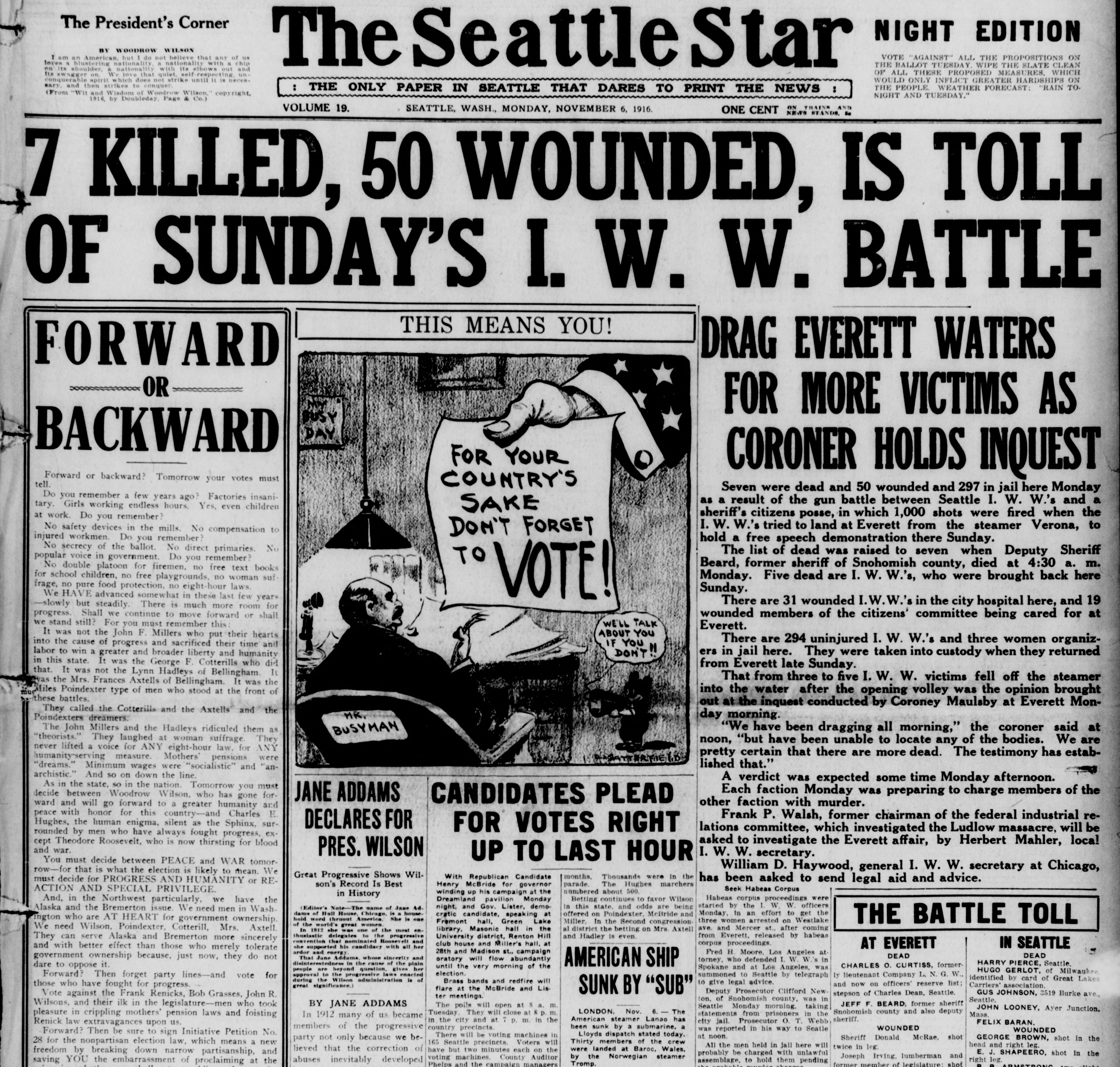
The Seattle Star, November 6, 1916, Front Page

Im Zusammenhang mit der Schießerei starben zwei Angehörige der Bürgerwehr, außerdem wurden zwischen 16 und zwanzig von ihnen ebenfalls verletzt, darunter der Sheriff McRae. Die zwei Toten der Bürgerwehr wurden, wie sich später herausstellte, versehentlich von ihren Kameraden getötet. Da ihnen in den Rücken geschossen wurde, konnten die Schüsse nicht von der Verona abgegeben worden sein. Es ist auch wahrscheinlich, dass zumindest einige der anderen Verletzten nicht von den IWW Mitgliedern angeschossen wurden, sondern von Querschlägern getroffen wurden, die von einem Schleppschiff abgefeuert wurden. Laut der Gewerkschaft sind fünf Aktivisten gestorben und 27 wurden verletzt. Dennoch wird vermutet, dass zwölf Gewerkschaftsmitglieder getötet wurden, da einige Leichen nicht geborgen werden konnten. Trotz der Vorfälle hielt die lokale IWW Gewerkschaftsgruppe eine Parade in Everett ab. Sie wurden daraufhin von McRaes Truppe umzingelt und verhaftet. Nach der Schießerei entsandte der Gouverneur von Washington, Ernest Lister paramilitärische Truppen nach Everett und Seattle, um die Ordnung aufrechtzuerhalten.

## Nachspiel
Viele haben die IWW beschuldigt, die Gewalt verursacht zu haben, auch da sie sich selbst als radikale Gewerkschaft bezeichnete. Andere Historiker haben andere Institutionen kritisiert, zum Beispiel den Einsatz eines Privatdetektivs, der als Spion in der Gewerkschaftsszene arbeitete und auf Treffen der IWW Gewalt befürwortet hatte.
Nach ihrer Rückkehr in Seattle wurden 74 Gewerkschaftsmitglieder verhaftet, darunter auch Thomas H. Tracy. Ihnen wurde der Mord an den zwei Mitgliedern der Bürgerwehr vorgeworfen. Nach einem zweimonatigen Verfahren wurde Tracy am 5. Mai 1917 frei gesprochen. Kurz danach wurden auch die Verfahren gegen die anderen Beschuldigten eingestellt, alle Aktivisten wurden frei gelassen.

## Weitere Literatur
- Charles Ashleigh, „Defense Fires Opening Guns: Everett Brutality Revealed in Court,“ International Socialist Review, vol. 17, no. 11 (May 1917), pp. 673–674.
- Walker C. Smith, „The Everett Massacre: A History of the Class Struggle in the Lumber Industry,“ I.W.W. Publishing Bureau 1916.
- Everett Prisoners' Defense Committee Records. 1916. 4 items. At the Labor Archives of Washington, University of Washington Libraries Special Collections.
- Industrial Workers of the World, Seattle Joint Branches Records. 1905-1950.  3.31 cubic feet (0.094 m3). At the Labor Archives of Washington, University of Washington Libraries Special Collections.
- Industrial Workers of the World photograph collection. circa 1910s-circa 1940s. 121 photographic prints (2 boxes); sizes vary. At the Labor Archives of Washington, University of Washington Libraries Special Collections.
- John Leonard Miller Papers. 1923-1986. 3.75 cubic feet (0.106 m3) plus 2 sound cassettes. At the Labor Archives of Washington, University of Washington Libraries Special Collections.
- John Leonard Miller Photograph Collection. circa 1920-1975. 17 photographic prints (1 box); various sizes. At the Labor Archives of Washington, University of Washington Libraries Special Collections.
- Anna Louise Strong Papers. 1885-1971. 24.11 cubic feet (43 boxes, 3 packages, 3 folders). Contains material collected by Strong about the IWW Trial and Everett Massacre from 1916-1917. At the Labor Archives of Washington, University of Washington Libraries Special Collections.
- The National Archives Contains results of an inquiry into the Everett Massacre collected by the Bureau of Marine Inspection and Navigation.
- Collection of Identification Photographs of Industrial Workers of the World Strikers, Yale Collection of Western Americana, Beinecke Rare Book and Manuscript Library, Yale University.